# Rezerwat przyrody Kuźnica
Rezerwat przyrody Kuźnica – rezerwat leśny o powierzchni 7,27 ha, położony w gminie Warlubie w powiecie świeckim (województwo kujawsko-pomorskie). Został utworzony na podstawie Zarządzenia Ministra Leśnictwa i Przemysłu Drzewnego z dnia 3 maja 1965 r. w celu zachowania ze względów naukowych i dydaktycznych fragmentu specyficznego boru sosnowego sukcesywnie zarastającego jezioro Rumacz. Bór ten ma charakter bagienny, ponieważ rozwinął się w zagłębieniu terenu o wysokim poziomie wód gruntowych, gdzie podłoże uległo całkowitemu zatorfieniu.
Obszar rezerwatu podlega ochronie ścisłej.